# João de Sousa Ferraz
João de Sousa Ferraz (Jaú, 18 de setembro de 1903 — Limeira, 18 de setembro de 1988) foi um professor, jornalista, psicólogo, filósofo, tradutor, poeta e escritor brasileiro. 

## Biografia
Nascido em Jaú em 12 de junho de 1903, cursou as primeiras letras em sua cidade. Formou-se professor na Escola Normal de Campinas, onde foi redator-secretário da Gazeta de Campinas e, junto com Germano Costa, fundou o jornal literário A Vanguarda. Lecionou no magistério público secundário em várias escolas do estado, ministrando as disciplinas de Pedagogia e Didática. Radicado em Limeira, lecionou Psicologia na Escola Normal e chefiou seu departamento educativo. Foi presidente da Gazeta de Limeira e fundou e manteve por mais de trinta anos o jornal literário Letras da Província, com patrocínio do Governo do Estado, considerado pelo crítico Aristeu Bulhões como trazendo "informação literária oportuna e atualizada", e "pelo continuado apoio que tem dado aos escritores pátrios, constitui-se, sem dúvida, em elemento dinâmico de intercâmbio estético".
Representou Limeira no II Congresso Paulista de Escritores de 1948 e foi delegado ou conferencista em diversos congressos científicos internacionais. Foi membro da comissão de Filosofia e Linguística da Associação Campineira de Imprensa, da comissão de Intercâmbio Cultural do Clube de Poesia de São Paulo, da diretoria da Associação Brasileira de Escritores, conselheiro fiscal da Sociedade Paulista de Escritores, membro do Instituto Brasileiro de Filosofia, saudado em sua posse como "luminar da cultura filosófica no interior paulista", da Sociedade de Psicologia de São Paulo, da Academia Paulista de Educação e do Centro Cultural Argentino, e dirigiu a Biblioteca Municipal de Limeira, onde faleceu em 18 de setembro de 1988.

## Obra
Deixou uma obra variada, que transita entre a pedagogia, a psicologia e a filosofia, além de alguns trabalhos puramente literários. Traduziu obras de psicologia e filosofia para o português, deu colaboração para a Enciclopédia Brasileira da Educação, publicada pela Editora Globo, e suas obras Noções de Psicologia da Criança e Psicologia da Educação foram traduzidas para o espanhol e foram adotadas oficialmente por escolas normais e faculdades de filosofia de países sul-americanos. José Cardoso, escrevendo para a Revista do Professor, disse que Ferráz era um "brilhante intelectual" que prestou "relevantes serviços às letras nacionais". Menotti del Picchia disse que era um nome "do alto mundo cultural de São Paulo", elogiando Compreensão Fenomenológica das Emoções como "um ensaio lúcido e útil".
Segundo Adriano Furtado Holanda, professor da Universidade Federal do Paraná, Ferraz foi "um nome de grande relevância" no campo dos estudos da fenomenologia, destacando as obras Psicologia Humana (1945) e Compreensão Fenomenológica das Emoções (1950). "Em ambas as publicações, o autor marca sua importância a partir da discussão de questões psicológicas — presentes desde a obra de Brentano e do primeiro Husserl —, além de marcar referências a Merleau-Ponty e William James". Também foi citado pela historiadora argentina Clara de Bertranou como um autor a ser lembrado na fenomenologia na América Latina, destacando sua obra Compreensão Fenomenológica das Emoções. No campo educativo, Ana Laura Lima destacou sua obra Noções de Psicologia Educacional (1957), onde defendia a ideia de que o pouco rendimento dos alunos podia não se dever à preguiça ou falta de inteligência, mas a experiências difíceis vividas ou por exigências escolares inadequadas, e considerava os castigos contraproducentes.
Para o psicólogo argentino Italo Foradori, Ferraz foi um importante psicólogo brasileiro e cumpriu "uma obra de difusão psicológica de suma importância, dando a conhecer em idioma português os estudos mais importantes de psicologia, em especial de autores norte-americanos. [...] Depois de publicar Noções de Psicologia da Criança, Sousa Ferraz deu a conhecer Psicologia Humana, livro recomendável por mais de um mérito. Com um critério amplo, firme e maduro, não só estudou todos os aspectos da personalidade, mas abordou decididamente as próprias fases da psicologia. [...] Em Os Fundamentos da Psicologia, Souza Ferraz mostra acabadamente seu conhecimento psicológico. [...] Esses livros sinalizam Sousa Ferraz como um erudito da psicologia e como um expositor excepcional. [...] Não duvidamos que Sousa Ferraz contribuiu com seus livros para dar um vigoroso impulso para a cultura psicológica do continente".
Publicações científicas
- Psicologia Humana (1942)
- Os Fundamentos da Psicologia (1949)
- Compreensão Fenomenológica das Emoções (1950)
- Noções de Psicologia da Criança: Com Aplicações Educativas (1955)
- Noções de Psicologia Educacional (1957)
- Psicologia e Educação da Adolescência (1969)
- Temas de Psicologia Educação e Aprendizagem (1971)
- A Psicologia e a Medicina do Espírito

Publicações literárias
Sua produção literária abrange contos e um romance, com temas envolvendo o povo e a região do Vale do Ribeira.
- Aguapés flutuam na ribeira (1969, romance)
- Caraguatás (1939, contos)
- Seleção de Contos Antológicos

## Homenagens
É o fundador da Cadeira 33 da Academia Paulista de Educação. Seu nome batiza a Biblioteca Municipal de Limeira. A Escola Técnica Agrícola Estadual de 2º Grau, em Limeira, foi batizada com seu nome em 1989 pela Assembléia Legislativa de São Paulo. Seu romance Aguapés Flutuam na Ribeira foi destacado com menção honrosa pelo Pen Club de São Paulo.